# Notiotitanops
Notiotitanops — бронтотерій, ендемічний для Північної Америки. Він жив у пізньому еоцені 40.4—37.2 млн років тому.